# Wasserfahrrad (Sportgerät)

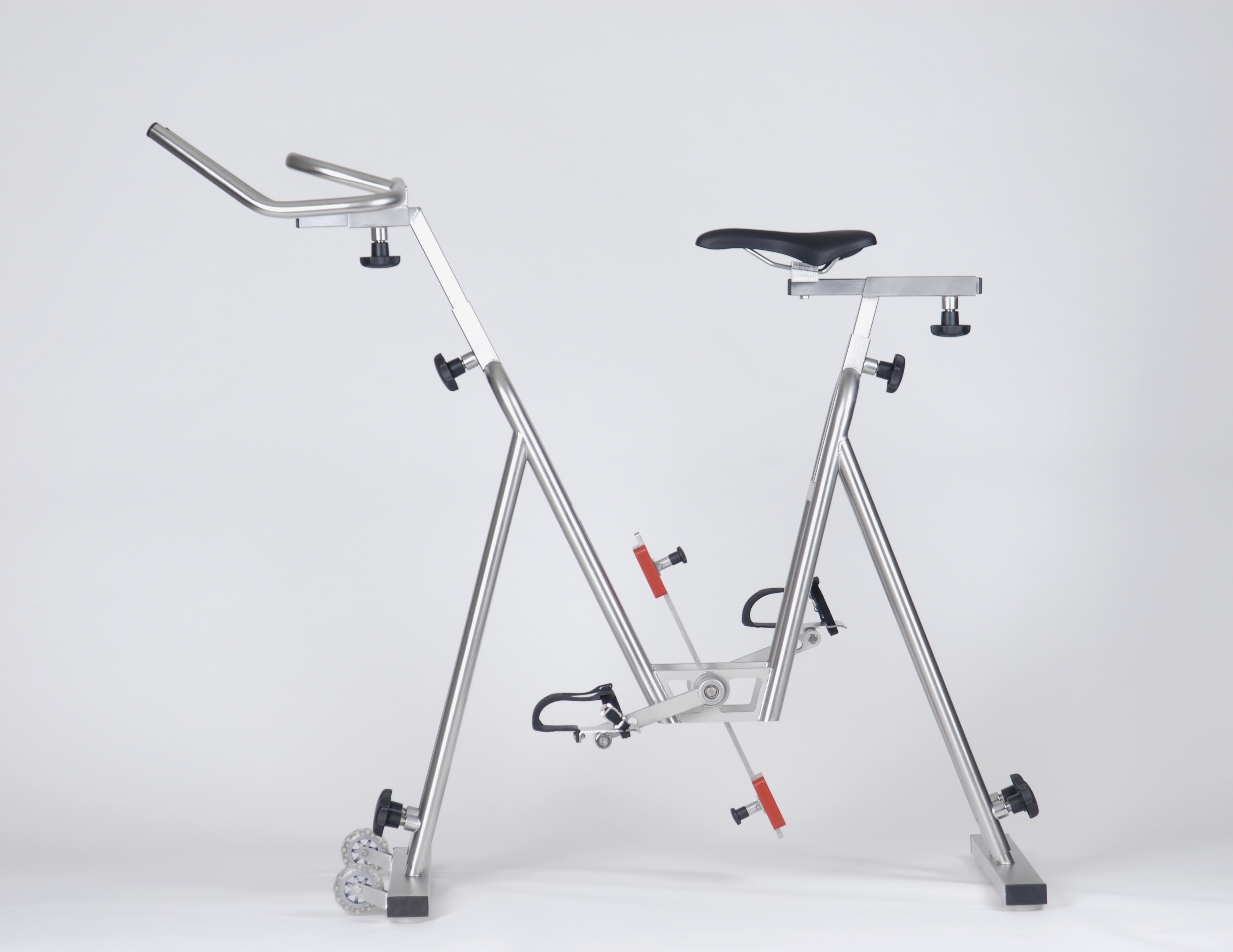
Aquabike eines deutschen Herstellers

Das Wasserfahrrad ist ein Sportgerät, mit welchem Aquacycling durchgeführt wird. Für Fahrräder, die auf dem Wasser fahren, siehe Tretboot und Amphibienfahrrad.

## Beschreibung
Das Wasserfahrrad kann auf die Körpergröße des Teilnehmers eingestellt werden. Um die optimale ergonomische Sitzposition zu finden, muss das Bike an Sattel und Lenker horizontal und vertikal anpassbar sein. Um bei Knie- und Hüfteinschränkungen diese Winkel verändern zu können, bietet ein medizinisch geprüfter Ergometer in der Regel die Möglichkeit verschiedene Radien an der Pedalkurbel einzustellen. 
Dadurch verändert sich die Flex- und/oder Extension der Gelenke nach Indikation des Teilnehmers als Standardanwendung bei therapeutisch eingesetzten Ergometern in der Rehabilitation. Zusätzlich bieten technisch ausgereifte Bikes die Möglichkeit, unterschiedliche Körpergrößen an vorhandene Wassertiefen durch verstellbare Fußteile vorzunehmen.

## Anwendung
Die Wassertiefe ist ein entscheidender Faktor für den Erfolg. Sitzt der Teilnehmer zu flach im Wasser, ist ein runder Tritt nicht mehr möglich, da der Oberschenkel bei der runden Bewegung in der obersten Stellung aus dem Wasser ragt und so der Widerstand unterbrochen wird. Sitzt der Teilnehmer zu tief eingetaucht im Wasser, hat er so viel Auftrieb, dass das Gewicht nicht mehr auf dem Sattel bleiben kann und eine runde und harmonische Tretbewegung unmöglich wird.

## Bremssysteme
Zum Verstellen des Widerstands existieren unterschiedliche Bremssysteme in Europa. Alle bekannten Systeme funktionieren mechanisch, da die elektronischen Bremsen der Land-Ergometer im Wasser nicht einsetzbar sind.
Neben den Bremssystemen sind die bewegten Körperteile der Teilnehmer von entscheidendem Einfluss auf die zu erbringende Leistung.
Es sind folgende Bremssysteme im Einsatz:
- Wasserbremse

Hier wird die Fläche sowie der Cw-Wert des Widerstandkörpers, die Winkelgeschwindigkeit, mit der die Bremsfläche um die Welle gedreht wird, und der Hebelarm benutzt. Durch die 800-mal höhere Dichte des Wassers im Vergleich zur Luft bietet das Wasserbremssystem eine besondere Bedingung. Der Widerstand verachtfacht sich bei Verdoppelung der Trittfrequenz, vgl. Luft: Hier findet eine Quadrierung des Widerstandes bei Verdoppelung statt.
- Reibschlüssige Bremse

Hier wird ein Bremskörper mit einer einstellbaren Kraft auf eine rotierende Welle gedrückt. Je nach Anpressdruck auf die Welle erhöht sich der Reibungswiderstand und somit die zu erbringende Leistung für den Teilnehmer. Diese Art von Bremse ist isoliert betrachtet geschwindigkeitsunabhängig – das heißt die Trittfrequenz hat erst mal keine Bedeutung für den Widerstand. Da der Teilnehmer aber immer auch die unteren Extremitäten als Widerstand mitbewegen muss, ist diese Bremse nicht reproduzierbar einzustellen und somit eingeschränkt im Bereich der allgemeinen Wasserfitness einsetzbar.
- Ohne Bremse

Hier wirken ausschließlich die bewegten unteren Extremitäten im Wasser als Bremse. Diese sind flächen- und oberflächenabhängig. Hier gilt, wie schon bei der reibschlüssigen Bremse, dass der Widerstand nicht reproduzierbar ist und somit ein Training nicht zielgerichtet durchgeführt werden kann.